# 8154 Stahl
8154 Stahl este un asteroid din centura principală de asteroizi.

## Descriere
8154 Stahl este un asteroid din centura principală de asteroizi. A fost descoperit pe 15 februarie 1988 la Observatorul La Silla de Eric Walter Elst. El prezintă o orbită caracterizată de o semiaxă mare de 2,31 ua, o excentricitate de 0,14 și o înclinație de 1,6° în raport cu ecliptica.